# Гренобль (хоккейный клуб)
«Грено́бль» (фр. Hockey Club de la Grenoble) — профессиональный хоккейный клуб, представляющий одноимённый французский город. Выступает в Лиге Магнуса. Домашняя арена — Патинуар Полесуд — вмещает 3 496 зрителей.

## Достижения
Лига Магнуса (6):
- Золото: 1981, 1982, 1991, 1998, 2007, 2009
- Серебро 1968, 1977, 1983, 1990 и 2004

Кубок Франции (3):
- Золото: 1994, 2008, 2009
- Серебро: 2004

Кубок Лига (3):
- Золото: 2007, 2009, 2011

Кубок чемпионов (2):
- Золото: 2008, 2009
- Серебро: 2007